# Жозеф Мішель Монгольф'є
Жозеф Мішель Монгольф'є (фр. Joseph-Michel Montgolfier; 26 серпня 1740 — 26 липня 1810) — французький винахідник, старший з двох братів Монгольф'є, винахідників повітряної кулі.
Член Паризької академії наук (1807; Кореспондент з 1783).

## Біографія
Жозеф Мішель Монгольф'є народився 26 серпня 1740 року в Анноне, 12-м в сім'ї, де було 16 дітей. Разом з молодшим братом Жак-Етьєнном (1745—1799) присвятив себе вивченню математики і фізики, разом з ним потім прийняв в управління паперову фабрику батька в Анноне (Annonay), і в 1783 році вони побудували першу кулю, що піднімався нагрітим повітрям, так званий монгольф'єр.
У 1784 році він винайшов парашут, в 1794 році — особливий апарат для випарювання, а в 1796 році, разом з Арганом (Argand), — гідравлічний таран. Під час Революції перебрався до Парижа і став адміністратором консерваторії мистецтв і ремесел і членом дорадчого бюро з мистецтв і мануфактур.
Масон, з 1784 року член ложі Великого Сходу Франції «Дев'ять сестер»..

## Дв. також
- 5864 Монгольф'є — астероїд, названий на честь винахідників.
- Брати Монгольф'є
- Аеростат
- Повітроплавання